# Wahid Hasjim
K. H. Abdul Wahid Hasjim (Jombang, 1 juni 1914 - Cimahi, 19 april 1953) was een Indonesisch politicus en de eerste minister van godsdienst van Indonesië.
Wahid Hasjim was de zoon van Hasjim Asy'ari, de oprichter van moslimorganisatie Nahdlatul Ulama. Aan het einde van de Japanse bezetting van Nederlands-Indië was Wahid Hasjim prominent leider van de Masjoemi-partij, en ook lid van het Onderzoekscomité ter voorbereiding op de Indonesische onafhankelijkheid (BPUPK) en het Voorbereidend Comité voor de Indonesische Onafhankelijkheid (PPKI). Door de PPKI werd hij in augustus 1945, direct na de onafhankelijkheidsverklaring, aangewezen als de eerste minister van staat voor godsdienstzaken in het Kabinet Presidensial. 
Ook in het Kabinet-Sjahrir III (1946-1947) was Wahid Hasjim minister van staat, en na de soevereiniteitsoverdracht was hij van 1949 tot 1952 minister van godsdienst in de kabinetten VSI, Natsir en Soekiman. 
Wahid Hasjim kwam om het leven bij een auto-ongeluk in Cimahi in 1953. In 1964 werd hij aangewezen als een nationale held van Indonesië. Een zoon van Wahid Hasjim was Abdurrahman Wahid (Gus Dur), die van 1999 tot 2001 presidenten van Indonesië was. 